# Débourrage (fonderie)
Pour l’article homonyme, voir Débourrage.
Le débourrage en fonderie est l’opération qui permet d'extraire le sable contenu à l'intérieur d'une pièce, après coulée et solidification.

## Généralités
Ce sable provient en majeure partie des noyaux et, éventuellement, des mottes, cadres de montage, etc. Il s'agit, pratiquement toujours, de sable de noyautage, ce qui explique l'importance de "l'aptitude au débourrage" lors du choix des agglomérants de noyautage.

## Aptitude au débourrage
L'aptitude au débourrage est caractérisée par la désagrégation, plus ou moins facile, des noyaux après la coulée des pièces. La tenue à chaud des agglomérants doit être suffisante pour garantir la solidification correcte des pièces. Puis, sous l'action des calories libérées, l'agglomérant est détruit, plus ou moins profondément, à partir de l'interface métal moule.

Une destruction profonde assurera un débourrage aisé, tandis que, si elle est superficielle, la résistance mécanique initiale des noyaux sera peu altérée et ils seront difficiles à extraire de la pièce.

### Facteurs du débourrage
- Apport des calories
- L'importance de la surchauffe de l'alliage liquide.
- La quantité de chaleur dégagée lors de la solidification et du refroidissement.
- Le rapport "poids métal coulé" sur "poids sable à noyaux".
- Les réactions chimiques moule-métal.
- Etc...

### Action destructrice de ces calories
- La surface de contact métal-noyaux (surface "mouillée") ;
- L'éventuel passage à l'enduit du noyau ;
- La granulométrie du sable à noyau, sa perméabilité à chaud ;
- La nature et le pourcentage d'agglomérant ;
- L'importance du dégagement gazeux lors de la destruction de l'agglomérant. Ce sont ces gaz qui véhiculent plus ou moins profondément la majeure partie des calories ;
- Le retrait après solidification (couche gazeuse isolante) ;
- Les effets mécaniques de certains gonflements, sa cristallisation ;
- Etc...

### Évacuation des noyaux
Ce souci primordial pour le débourrage doit être présent à l'esprit du fondeur et de son client lors de la conception des pièces et de leurs études de moulage.

On distingue :
- Importance et localisation des sections d'évacuation (portées, welches, etc.).
- Possibilité d'utiliser facilement les artifices de coulée (masselottes, jets) pour détruire mécaniquement les noyaux.

## Techniques de débourrage

### Débourrage physique
On procède par chocs mécaniques sur la pièce. Cette destruction physique des noyaux ne doit pas se faire au détriment de la qualité des pièces.

Ce compromis est respecté lorsque l'on utilise des appareils :
- Fouloirs pneumatiques utilisés dans les cabines de débourrage (85O - 1 200 coups par minute) et procédant par percussion (burinage).
- Grilles vibrantes pour les grosses pièces du type blocs cylindres (1 500 - 2 000 cycles par minute).
- Pistolets pneumatiques utilisés pour la majorité des pièces en alliages d'aluminium et procédant par vibration (2 000 à *f 000 coups par minute).

### Débourrage chimique
Cette technique est utilisée principalement lorsque l'on a recours à des noyaux solubles utilisés en coquille sous pression en général, plus rarement en coquille basse pression ou gravité.

### Débourrage thermique
Il consiste à terminer la destruction de l'agglomérant par passage dans une étuve où, finalement, on ralentit le refroidissement à l'état solide.

## Matériels de débourrage
- Grilles dites de décochage (grille vibrante) ;
- Marteau pneumatique dont le burin est appliqué sur une masselotte ou sur le dispositif d'alimentation de la pièce.
- Cabine de débourrage :
- Débourreuse en ligne avec plusieurs postes équipés de fouloirs pneumatiques.
  - Simplicité.
  - Robustesse.
  - Facilité d'intervention.
  - Mais, leur principal défaut est le bruit qui conduit à insonoriser les équipements.